# أندي لويس
أندي لويس (6 يوليو 1976 - ) (بالإنجليزية: Andy Lewis)‏ هو لاعب كريكت بريطاني.